# Jos Som
J.J.M. (Jos) Som (Didam, 12 oktober 1951) is een Nederlands politicus van het Christen-Democratisch Appèl (CDA).
Hij was aanvankelijk leraar. In zijn geboorteplaats Didam werd hij fulltime wethouder en locoburgemeester. Van 1994 tot 1999 was hij burgemeester van Gulpen, vanaf 1997 tevens waarnemend burgemeester van Wittem. Op 1 januari 1999 fuseerden deze gemeenten tot Gulpen-Wittem waarvan hij bijna 2 jaar de burgemeester was. Op 16 december 2000 begon Som aan zijn eerste termijn als burgemeester van Kerkrade. Hij volgde in die functie Thijs Wöltgens op. In december 2006 en in 2012 werd hij herbenoemd. Hij wilde in december 2018, na drie termijnen van zes jaar, stoppen maar omdat er toen nog geen opvolger was is hij aangebleven als waarnemend burgemeester. In februari 2019 is Petra Dassen-Housen voorgedragen als burgemeester van Kerkrade.
Op maandag 3 augustus 2020 werd Som benoemd tot de voorzitter van de Stichting Roda JC. In die stichting worden de aandelen van Roda JC Kerkrade bewaard.

## Affaires
In 2004 werd bekend dat de gemeente Kerkrade een lening van 15 miljoen euro aan voetbalclub Roda JC had verstrekt, terwijl burgemeester Som in een adviescommissie van de club zat. "Dat is mogelijk belangenverstrengeling," oordeelde minister Remkes van Binnenlandse Zaken. "Ik maak zelf uit wat ik doe," reageerde Som in de Roda JC-krant.
In maart 2005 raakte Som in opspraak, omdat hij Ayaan Hirsi Ali verboden zou hebben om in Kerkrade een boomplantdag bij te wonen. De burgemeester ontkende deze lezing; hij zou wel de organisatie hebben kunnen overtuigen dat haar komst "op dit moment onverstandig is". Minister Donner van Justitie stelde daarop dat Som ervan uit had mogen gaan dat de veiligheid van Hirsi Ali was gewaarborgd.
In juni 2005 berichtten Limburgse kranten over hem dat hij bevoordeeld zou zijn bij de aankoop van zijn huis, zowel in Kerkrade als in zijn vorige gemeente Gulpen/Wittem. Later kwamen ook onrechtmatigheden bij het bouwen van een tuinhuisje naar boven. In oktober pleitte een extern onderzoek hem vrij, hoewel geconstateerd werd dat er procedurele fouten waren gemaakt.
In november 2005 werd bekend dat Som eigenaar is van een studentenhuis in Maastricht, dat brandgevaarlijk was. Tot twee keer toe had hij geen gehoor gegeven aan de oproep van de gemeente om de gevaarlijke situatie op te lossen. Nadat de studenten een advocaat in de arm hadden genomen, werd het huis alsnog verbouwd.
In januari 2013 kwam Jos Som onder vuur te liggen door een eerder bezoek aan de vakantiewoning van Piet van Pol. Piet van Pol is een vastgoedhandelaar die zelf in opspraak is geraakt door vermoedelijk steekpenningen te hebben geleverd aan onder meer de afgetreden wethouder Jos van Rey in Roermond. Som, verantwoordelijk als portefeuillehouder voor de realisatie van een nieuw centrum in Kerkrade, heeft op eigen initiatief de omstreden Piet van Pol betrokken als adviseur bij de realisatie van het centrum. Tegelijkertijd heeft Piet van Pol een aanzienlijk deel van de bestaande panden van het centrum in eigendom. Eind 2012 stemde de raad in om de panden duurder aan te kopen dan oorspronkelijk getaxeerd: het centrumproject duurde nu jaren en er zat anno 2012 nog steeds geen schop in de grond. Som en Van Pol beweerde in een gemeenschappelijke raadscommissievergadering dat de gemeente nu de kans had om het in eigen beheer uit te voeren. De raad stemde uiteindelijk, op één eenmansfractie na, in met het voorstel. Na de inval in de woningen, de vakantiewoning en het bedrijf van Van Pol in januari 2013 bleek dat Jos Som in 2002 een bezoek had gebracht aan de vakantiewoning van Van Pol. Ook bezocht Som in 2012 op uitnodiging van Van Pol in Roermond een carnavalszitting.

## Overige
Som is lid van het Nederlands Burgemeesters Elftal (NBE), dat voetbalt voor de Leprastichting.
In 2003 werd hem door de Prinseroad Kirchroa, de commissie van Kerkraadse ex-carnavalsprinsen, de Sjwatse Kater overhandigd. Een onderscheiding voor “personen die bijzondere dingen doen voor Kerkraadse zaken”.
In 2007 ontving Som uit handen van de Duitse ambassadeur in Den Haag, dr. Thomas Läufer, de Duitse onderscheiding Verdienstkreuz am Bande.
Vanaf februari 2008 maakt hij, tezamen met 207 collega's, deel uit van het Comité van Aanbeveling van de Landelijke Stichting Tegen Zinloos Geweld (LSTZG).
Hij is voorzitter van het bestuur van Vereniging Sport en Gemeenten.
Jos Som is getrouwd en heeft twee kinderen.